# 倉田雅世
倉田雅世（日语：／ Kurata Masayo，1969年5月21日—），日本女性配音員、紙芝居師。出身於三重縣四日市市。81 Produce所屬。身高150cm。O型血。

## 經歷
1991年，從勝田聲優學院第10期畢業（與她同期的有遠近孝一、橘U子）。其後經由日本播音演技研究所加入經紀公司ARTSVISION。
1995年以電視動畫《淘氣小愛神》出道。1999年播映的《D4杜利絲》（瑠璃堂杜利絲）是倉田第一部主演配音作品。
2009年4月30日離開出道以來從屬的ARTSVISION之後，以自由身持續參與，2016年6月1日現在是81 Produce所屬。
另外2009年7月16日開始別名從事紙芝居師（紙上劇場）。並以涉谷話劇團所屬團員的身份，自行設計女僕裝，以「萌紙芝居」為主題進行巡迴公演。2010年6月，前往法國主辦的大型日本流行文化主題活動·日本博覽會進行紙芝居的公演。同年11月起，和其他聲優組成紙芝居組合。
2021年3月31日，於自身Facebook宣布與同行大西健晴結婚。

## 人物
從小居住三重、愛知、岐阜等東海3縣之後，最後在三重縣鈴鹿市定居成長。
學生時期曾經和後來的業界同行赤川真紀 、松下美由紀組成，2003年與創作歌手松浦有希組成歌唱組合「有希倉」。
除了在數位線上廣播當節目DJ之外，主要在動畫或遊戲的領域活躍。其嬌小玲攏的外表和聲音之特色不僅受到男性聽眾的喜愛之外，也在女性聽眾中相當有人氣。
暱稱。興趣和特長有製作泰迪熊和駕駛F1，並有B級方程式賽車的專業執照。有飼養一隻巴哥犬，名字叫「柚太」。高中時期雖然是騎（紅色）腳踏車上下學，但總是在快要遲到的時候疾馳衝進學校，因此有「紅色閃電」的稱號。
從《淘氣小愛神》出道的時候開始，常與同期的同行保志總一朗在動畫導演谷口悟朗執導的作品中共演。

## 演出
粗體字表示主要角色。

### 電視動畫
1995年
- 淘氣小愛神（加索爾）

1997年
- （平山美紀[8]、女神、旁白、中田佳惠）

1998年
- 神化嬌嬌女 (新版)（女孩子、塔子）

1999年
- 鋼鐵天使（卡玲加）
- D4杜利絲（瑠璃堂杜利絲）

2000年
- 學校怪談（冴子）
- 大嘴鳥（ゴーちゃん）
- 袖珍女侍小梅（女高中生）
- BOYS BE…（藤木梨沙）
- 純情房東俏房客（前原忍[9]）
- 純情房東俏房客 聖誕特別篇（前原忍[10]）

2001年
- 犬夜叉（小夜）
- ANGELIC LAYER  天使領域（TJのデウス、幼稚園園童A、 等）
- 鋼鐵天使2式（卡玲加2式）
- 元氣五胞胎（野原由里香）
- 熱帶雨林的爆笑生活（拉雅）
- 超能奇兵（雪莉絲·安潔妮、女性）
- 光劍星傳EX（艾拉諾）
- 小小雪精靈（少女）
- 七虹香電擊作戰（冬月〈4C'zNs〉）
- 魔法少女貓（日语：魔法少女猫たると）（夏洛特）
- 純情房東俏房客 春節特別篇（前原忍[11]）

2002年
- 我們這一家（野原、電視的聲音4）
- 盜賊王JING（海爾莫德[12]）
- 機動戰士鋼彈SEED（瑪由拉·拉巴托）
- G-on少女騎士團（星川彌生）
- 魯莽天使（白鷺良美）
- 哆啦A夢 (大山羨代版)（松浦梨華）
- 忍者乱太郎（山吹鬼〈代替〉）
- 陸上防衛隊（卡蘿·卡麥隆）

2003年
- 我們這一家（店員1、電視劇中女性）
- GAD GUARD（愛子·瑪麗·哈莫尼）
- 高橋留美子劇場（鴨下）
- 惑星奇航（琉西·亞斯加姆）

2004年
- 女孩萬歲 first season（可悠蜜·哈蕾·娜娜卡）
- Keroro軍曹（女主角）
- 忘却的旋律（怪物王SII世）
- 真珠美人魚Pure（阿拉拉）
- 薔薇少女（柏葉巴）

2005年
- ARIA The ANIMATION（艾咪）
- 女孩萬歲 second season（可悠蜜·哈蕾·娜娜卡）
- 槍與劍（法撒麗娜）
- 蠟筆小新（春瀨綾香）
- 漫畫派對Revolution（御影昂）
- 哆啦A夢 (大山羨代版)（女孩子、小貓、貓、女子B、侍女B、尤佳麗、灰姑娘）
- 不可思議星球的☆雙胞胎公主（吉爾）
- 薔薇少女 彷如夢境（柏葉巴）

2006年
- 不平衡抽籤（朝霧小牧）
- Code Geass反叛的魯路修（拉克夏塔·恰拉）
- 哆啦A夢 (水田山葵版)（伊藤翼〈第4代〉、姬子）
- BLUE DROP ～天使們的戲曲～（歐諾米爾）
- 名偵探柯南（下級生、同僚的女孩）
- 薔薇少女 序曲（柏葉巴）

2007年
- 蠟筆小新（三重野）
- 哆啦A夢 (水田山葵版)（小能、幼童）
- 名偵探柯南（女孩子、雪女）

2008年
- 紅（女中頭、安子）
- 蠟筆小新（外星人、千景）
- 哆啦A夢 (水田山葵版)（南[注 1]、千金）
- Code Geass反叛的魯路修R2（拉克夏塔·恰拉）
- 名偵探柯南（七川絢〈第2代〉）

2009年
- 蠟筆小新（CA）
- 哆啦A夢 (水田山葵版)（女孩子）
- 閃亮雙胞胎（店員）
- 森林大帝 -勇氣能改變未來-（通信）
- 名偵探柯南（赤峰光里）

2010年
- 蠟筆小新（店員、工作人員女性）
- 閃亮雙胞胎（CA）
- 星際寶貝：神奇大冒險 ～最棒的朋友～（廣播）
- 信蜂 REVERSE（莎妮）
- 名偵探柯南（塚本數美〈第2代〉）

2011年
- 蠟筆小新（勸誘辣妹、記者）

2012年
- 足球騎士（通行人女性、女性）
- 少女與戰車（五十鈴百合[13]、桃川[14]）
- 蠟筆小新（多多美、店員）
- 黑魔女學園（宮瀨灯子、紫苑惠的母親）

2013年
- 哆啦A夢 (水田山葵版)（女孩子）
- 幻想玩偶（鵜野渦芽的母親〈鵜野美琴〉[15]）
- 薔薇少女 (新作)（柏葉巴[16]）

2014年
- 蠟筆小新（情侶女性）
- 哆啦A夢 (水田山葵版)（廣播）
- 名偵探柯南（畠山有紗）

2015年
- 蠟筆小新（姬）
- 哆啦A夢 (水田山葵版)（女人、ノンちゃん、幼兒小南）

2016年
- Active Raid -機動強襲室第八課-（山吹凛[17]）
- Active Raid -機動強襲室第八課- 2nd（山吹凜）
- 名偵探柯南（化妝品銷售員）

2018年
- 輕觸小發明 OIKACHN-KIT（日语：ポチっと発明 ピカちんキット）（井津藻中的母親、女性）
- 凱拉與蝌蚪島（日语：キャラとおたまじゃくし島）（旁白）

2020年
- 22/7（戶田純的母親）
- 我立於百萬生命之上（箱崎母）

2021年
- 龍族拼圖（真世公主）

2022年
- 蠟筆小新（千景）

2024年
- 亦葉亦花（杏子·中村）

### 電影動畫
2003年
- 劇場版 我們這一家（のばら）

2006年
- 哆啦A夢：新·大雄的恐龍（孕婦[18]）

2007年
- 蠟筆小新：小白的屁屁炸彈（廣告旁白）
- 名偵探柯南：紺碧之棺（山口喜美子[19]）

2010年
- 蠟筆小新：我的超時空新娘（電視旁白）

2011年
- 蠟筆小新：黃金間諜大作戰（黑服）
- 超能奇兵：進化（2011年－2012年，雪莉絲·安潔妮）2作品

2013年
- 蠟筆小新：超級美味！B級美食大逃亡!!（ハハッポーイ）

2015年
- 名偵探柯南：業火的向日葵（廣播、鈴木次郎吉的女傭）
- 劇場版 少女與戰車（桃川、魯克莉莉）

2024年
- BLOODY ESCAPE -地獄的逃走劇-（諾諾克[20]）

### OVA
1997年
- 海底嬌娃藍華（ブラック）

1998年
- 刻之大地 ～花之王國的魔女～（日语：刻の大地）（弗瑞兒）

2000年
- 極速戰警eX-D（日语：エクスドライバー）
- 鋼鐵天使（卡玲加）

2001年
- 鋼鐵天使零（卡玲加）
- 純情房東俏房客（前原忍）

2002年
- 捍衛者21（高品、常盤里佳）
- 熱帶雨林的爆笑生活Deluxe（拉雅）
- 超能奇兵Fan-disc（雪莉絲·安潔妮）
- 純情房東俏房客Again（前原忍[21]）

2003年
- 漫畫派對Revolution（御影昂）

2004年
- 夏色的砂時計（瀨能愛）

2006年
- 機動戰士鋼彈SEED ASTRAY（山吹樹里）
- 你所期望的永遠 ～Next Season～（榊千鶴）

2008年
- 絕對衝激 ～柏拉圖之心～（いーづん）

2012年
- +tic模型姊姊（背毛／水野醫生）

2017年
- 少女與戰車 最終章（2017～2019，桃川、魯克莉莉、五十鈴百合、五十鈴百合[22]）

### 網路動畫
- 動畫心療系（2015年，妻、女）

### 遊戲
1996年
- 問答七彩夢 虹色町的奇跡（日语：クイズなないろDREAMS 虹色町の奇跡）（不二家桃子、佐久間繪美）
- 美少女纏組（日语：ファイアーウーマン纏組）（水矢摩子）
- 女神異聞錄Persona（綾瀨優香）
- 花小路大作戰（日语：プリクラ大作戦）（庫拉拉）

1997年
- 問答七彩夢 虹色町的奇跡（藤倉桃子）

1998年
- 英雄志願 ～Gal Act Heroism～（日语：英雄志願）（庫拉拉）
- 金田一少年之事件簿 星見島 悲哀的復仇鬼（速水玲香）

1999年
- 純愛手札 POCKET 運動篇（派翠西亞·馬克格拉斯）

2000年
- 召喚夜響曲（日语：サモンナイト）（莫納媞）
- 夢之翼（日语：夢のつばさ）（白菊櫻花）
- 純情房東俏房客 ～愛在言語中～（前原忍）
- 純情房東俏房客 突如其來的Engage Happening（前原忍）

2001年
- 漫畫派對（御影昂）[注 2]
- 私立鳳凰學園 2年純情組（卓巳繪梨香）
- （TOKO）
- 純情房東俏房客 Smile Again（前原忍）

2002年
- （阿爾謝＝貝魯薩德）
- 夏色的砂時計（瀨能愛）
- Braveknight ～莉維大地英雄傳～（日语：Braveknight 〜リーヴェラント英雄伝〜）（非利爾·特雷德）
- 魯邦三世 魔術王的遺產（日语：ルパン三世 魔術王の遺産）（泰瑞瑟·弗斯特）

2003年
- 吸血姬夕維 ～千夜抄～（長谷部菜穗）
- 星海遊俠 Till the End of Time（日语：スターオーシャン Till the End of Time）（舒符蕾·羅賽提、瑪麗埃塔）

2005年
- G女孩萬歲 Romance15's（可悠蜜·哈蕾·娜娜卡）
- 第3次超級機器人大戰α 終焉之銀河（瑪由拉·拉巴托）

2006年
- Muv-Luv全年齡版（榊千鶴）
- Muv-Luv Alternative全年齡版（榊千鶴）

2007年
- 弧光之源（微微）

2008年
- 叛逆的魯魯修 LOST COLORS（拉克夏塔·恰拉）
- 心靈傳奇（嘉西媞）

2011年
- 無盡傳奇

2012年
- SD鋼彈 G世代 OVER WORLD（玩家角色[23]）
- 機動戰士鋼彈SEED BATTLE DESTINY（日语：機動戦士ガンダムSEED BATTLE DESTINY）（瑪由拉·拉巴托）
- 第2次超級機器人大戰Z 再世篇（拉克夏塔·恰拉）

2013年
- 時空幻境心靈傳奇R（嘉西媞）

2014年
- 少女與戰車 戰車道的極致！（桃川[24]）
- 薔薇少女 扭轉命運（柏葉巴[25]）

2018年
- 少女與戰車 戰車夢幻大會戰（魯克莉莉[26]）
- 超級機器人大戰X-Ω（日语：スーパーロボット大戦X-Ω）（千鶴）

2019年
- 超級機器人大戰T（法撒麗娜）
- 星海遊俠：回憶（日语：スターオーシャン:アナムネシス）（絲芙蕾·羅賽提）
- SD鋼彈 G世代 CROSSRAYS（瑪由拉·拉巴托、山吹樹里）

### 廣播劇CD
- 紅（里美香代）
- 戀愛茶的作法（日语：コイ茶のお作法）（德丸和）
- 超能奇兵 Sound Edition（雪莉絲·安潔妮）
- 跑吧！T高籃球部（佐藤浩子）
- 魔法少女貓 月光夜宴 Moonlight Party（夏洛特）
- Beauty Pop（日语：ビューティー・ポップ）（青山加奈子）
- 出雲傳奇 新音盤物語（日语：八雲立つ#ドラマCD）（少女B）
- sense off ～a scared story in the wind～（日语：Sense Off）（真壁椎子）

### 外語配音

#### 電影
- 心靈真愛

#### 動畫
- 大力士（英语：Hercules (1998 TV series)）（女性）
- 天才寶貝熊（英语：Little Bear (TV series)）（艾蜜莉〈珍妮弗·馬提尼〉）

### 特攝影集
- 超星艦隊（雷將軍桑達拉的聲音）

### 廣播節目

#### 主持人
- 倉田發條堂
- 倉田雅世與野田順子的角色動畫之夜 角色動畫電台
- 倉田雅世的Sweet偵探團 角色動畫電台
- 倉田雅世、松浦有希（日语：松浦有希）的有希倉姊妹
- G-on少女騎士團
- 廣播 超能奇兵 in Lost Ground
- VOICE CREW（日语：VOICE CREW）（2005年4月3日－9月25日的第15代主持人／共演者：高城元氣）

### 音樂CD
- 從Kiss開始的Miracle／永遠的鋼鐵天使（STEEL ANGELS）
- 從Kiss開始的Miracle（2式）／迎向晴朗的藍空（STEEL ANGELS）
- 形象歌曲CD 週四浪漫之夜
- 魔法少女貓 片尾主題曲／歌
  - （夏洛特）
- 純情房東俏房客 角色形象CDD單曲 ～I LOVE HINA（前原忍）

### 其它
- GURU GURU 99（的單元旁白）
- Sense Off ～a sacred story in the wind～（日语：Sense Off） 廣播劇CD（真壁椎子）
- 藤子·F·不二雄 全明星角色大集合 哆啦A夢&小超人帕門 千鈞一髮!?（伊藤翼）

## 腳註

## 外部連結
- 倉田雅世｜81 Produce （页面存档备份，存于）　（日語）
- （日語）－倉田雅世的官方個人部落格。
- （日語）－倉田雅世的官方個人部落格（舊）。
- 倉田雅世的X（前Twitter） （日語）
- 倉田雅世的Facebook專頁 （日語）
- （日語）－以前在BSQR489（文化放送數位廣播）（日语：BSQR489）播出的節目官網。
- 澀谷話劇團公式官網 （日語）
- 公式官網 （日語）